# NGC 2473
NGC 2473 je galaksija u zviježđu Risu.

## Vanjske poveznice
- SEDS: NGC 2473